# Deep-focus
Deep-focus, of deep-focusfotografie is een techniek waarbij zowel objecten op de voorgrond als in de achtergrond scherp gesteld zijn. In de cinematografie kan deep-focus gebruikt worden om personages op het canvas in narratieve zin met elkaar te verbinden, bijvoorbeeld in een dialoog waarbij de personages relatief ver van elkaar verwijderd zijn. 
Ten onrechte wordt gesteld dat deep-focus voor het eerst in 1940 gebruikt is door cameraman Gregg Toland, voor Citizen Kane. Al zes jaar eerder, in 1934, gebruikte cameraman Norbert Brodine deze techniek in de film  The Good Fairy van regisseur William Wyler. Tot die tijd was het gebruikelijk personages in een dialoog dicht bij elkaar te plaatsen, een of meerdere personages onscherp in beeld te brengen of voortdurend tussen personages te schakelen in scherpte. Dankzij de deep-focus techniek kon het cameraperspectief beter benut worden.